# Tephrina
Tephrina là một chi bướm đêm thuộc họ Geometridae.

## Các loài
- Tephrina albisecta
- Tephrina albofascia
- Tephrina altaica
- Tephrina anostilpna
- Tephrina ansorgei
- Tephrina antennata
- Tephrina arenularia
- Tephrina arizela
- Tephrina assimilaria
- Tephrina averyi
- Tephrina banian
- Tephrina bilineata
- Tephrina bleusei
- Tephrina boaria
- Tephrina bolina
- Tephrina caeca
- Tephrina calliope
- Tephrina calliposis
- Tephrina camerunensis
- Tephrina capulata
- Tephrina catalaunaria
- Tephrina catapasta
- Tephrina cecinna
- Tephrina cineraria
- Tephrina cinerearia
- Tephrina cinerescens
- Tephrina cogitata
- Tephrina confertistriga
- Tephrina contexta
- Tephrina crypsispila
- Tephrina curvifera
- Tephrina darmouni
- Tephrina dataria
- Tephrina deerraria
- Tephrina defectaria
- Tephrina delineata
- Tephrina delostina
- Tephrina deviaria
- Tephrina disputaria
- Tephrina dissocia
- Tephrina disspersaria
- Tephrina epimysaria
- Tephrina evelis
- Tephrina exerraria
- Tephrina exospilata
- Tephrina falsaria
- Tephrina fasciata
- Tephrina fumosa
- Tephrina gazella
- Tephrina geminata
- Tephrina granitalis
- Tephrina griseata
- Tephrina guadarana
- Tephrina hachia
- Tephrina homalodes
- Tephrina hopfferaria
- Tephrina hypotaenia
- Tephrina impunctata
- Tephrina inaequivergaria
- Tephrina inassuata
- Tephrina inchoata
- Tephrina inconspicuaria
- Tephrina indotata
- Tephrina infrictaria
- Tephrina integrata
- Tephrina intimidaria
- Tephrina intractaria
- Tephrina isogrammica
- Tephrina kaszabi
- Tephrina klapperichi
- Tephrina latiscriptata
- Tephrina lithina
- Tephrina malesignaria
- Tephrina martiniaria
- Tephrina melesignaria
- Tephrina mesographa
- Tephrina munda
- Tephrina murinaria
- Tephrina myosaria
- Tephrina nemorivaga
- Tephrina netta
- Tephrina ningwuana
- Tephrina novella
- Tephrina occupata
- Tephrina ossea
- Tephrina osyraria
- Tephrina pallidaria
- Tephrina partitaria
- Tephrina perturbata
- Tephrina perviaria
- Tephrina philbyi
- Tephrina plumbarioides
- Tephrina presbitaria
- Tephrina prionogyna
- Tephrina proxantharia
- Tephrina pulinda
- Tephrina pumicaria
- Tephrina quadriplaga
- Tephrina respersaria
- Tephrina sakalava
- Tephrina sardalta
- Tephrina scotosiaria
- Tephrina sengana
- Tephrina specifica
- Tephrina spissata
- Tephrina strenuata
- Tephrina strenuataria
- Tephrina strigosata
- Tephrina subarenacearia
- Tephrina subfuligata
- Tephrina sublimbata
- Tephrina submarcata
- Tephrina subocellata
- Tephrina sudella
- Tephrina suleiman
- Tephrina supergressa
- Tephrina trilineata
- Tephrina triseriata
- Tephrina tschangkubia
- Tephrina tschungkua
- Tephrina tsekubia
- Tephrina univirgaria
- Tephrina uralica
- Tephrina vapulata
- Tephrina wehrlii
- Tephrina zebrina